# 科彭布吕格
科彭布吕格（德語：Coppenbrügge，發音：[kɔpn̩ˈbʁʏɡə]）是德国下萨克森州哈默尔恩-皮尔蒙特县的市镇，面积90.07平方千米，2023年12月31日人口为7,088人。